# Urocissa caerulea
La urraca de Formosa (Urocissa caerulea) también conocida como urraca azul de Formosa (en chino tradicional, 臺灣藍鵲; pinyin, Táiwān lán què) o "dama de montaña cola larga" (en chino tradicional, 長尾山娘; pinyin, Chángwěi shānniáng; taiwanés: Tn̂g-boé soaⁿ-niû), es una especie de ave paseriforme de la familia Corvidae. Es una de las 29 aves endémicas de la isla de Taiwán.

## Taxonomía
La urraca de Formosa fue recogida por primera vez por Robert Swinhoe y descrita por John Gould. Swinhoe traduciría el nombre de la urraca del Hokkien taiwanés al inglés, llamándolo "Ninfa de montaña de cola larga". La urraca azul de Formosa pertenece al mismo complejo de especies con la urraca piquigualda o la urraca piquirroja. La especie es monotípica.
Finalmente se le daría como nombre científico Urocissa caerulea. Mientras Urocissa significa "urraca de cola larga", caerulea es "azul".

## Descripción

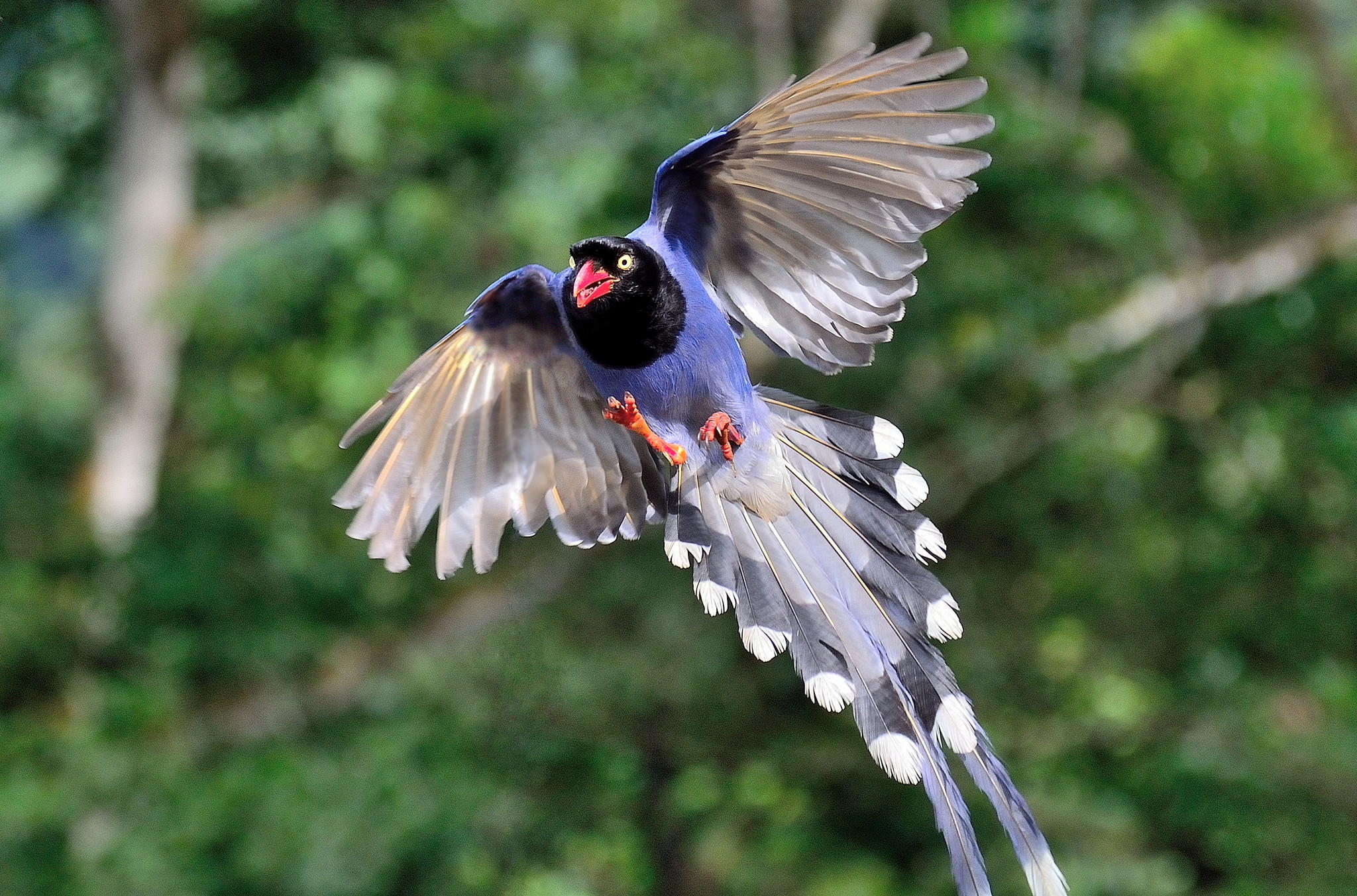
Ave en vuelo

La urraca azul de Formosa es aproximadamente del tamaño de la urraca común, pero con una cola más larga. En comparación de la urraca azúl es un poco más grande pero posee una cola más corta. Mide alrededor de 63 a 68 centímetros de longitud. Las alas miden de 18 a 21 centímetros y la cola alrededor 40 centímetros de largo. Pesa entre 250-260 gramos.
Macho y la hembra son similares en apariencia. La cabeza, el cuello y el pecho son de color negro, los ojos son amarillos, el pico y las patas son rojas, y el resto del plumaje es de un rico color azul oscuro a púrpura. También tiene marcas blancas en las alas y la cola, y dos plumas muy largas de punta blanca sobresalen de esta. La urracas jóvenes, a diferencia de las adultas, presentan tonalidades más grisáceas en las zonas negras y azules, las patas rosáceas y el iris marrón.

## Comportamiento
Al igual que otros miembros de la familia corvidae (cuervos, arrendajos y urracas), a la urraca de Formosa se le considera como un animal inteligente. La urraca de Formosa no tiene miedo a las personas. Se pueden encontrar rastros suyos en zonas cercanas a asentamientos humanos en montaña o campos recién cultivados. Con el tiempo han ido acostumbrándose a la actividad humana, por ejemplo, las urracas azules taiwanesas aparecen cerca de la ladera de la montaña en la ciudad de Taipéi.
Son gregarias y generalmente se encuentran en grupos de seis o más ejemplares, planeando y saltando entre los árboles. Ellas suelen ser tímidas y cautelosas. Cuando vuelan en grupo, suelen ir en fila, una detrás de otra. Su formación se le conoce como "formación de cola larga", donde cada pájaro sigue al anterior en fila. Como otros miembros de la familia de los cuervos, emiten una llamada estridente, descrita como una carcajada (kiak-kiak-kiak-kiak).

### Alimentación
Las urracas de Taiwán son carroñeras y omnívoras. Su dieta incluye serpientes, sapos, roedores, insectos pequeños, plantas, frutas y semillas. Sus comidas favoritas son el fruto de los caquis y la papaya. También comen los desperdicios alimenticios humanos. Almacenan las sobras en el suelo y las cubren con hojas. En ocasiones acumulan comida en hojas y ramas. Se ha llegado a ver que se comieran los restos de miembros de su especie muertos.

### Reproducción
La temporada de reproducción es de marzo a julio. La Urocissa caerulea es monógama. Las hembras incuban los huevos, mientras que los machos ayudan a construir el nido y a alimentar a las crías. Sus nidos se suelen encontrar en el bosque y se construyen en ramas altas (entre los 300 a 1200 metros) entre marzo y abril. El nido tiene forma de cuenco y está hecho de ramitas y hierba. Suele haber de 3 a 8 huevos en cada pollada y suelen hacer dos al año. Los huevos son de color verde oliva con puntos marrón oscuro. El nacimiento tarda de 17 a 19 días y el porcentaje de éxito es del 78,3%, esto es, de 3 a 7 pollos por nido. Tras su nacimiento, las crias están en el nido entre 21 a 24 días, pero solo realizan cortos vuelos alrededor de este. Las urracas de Formosa tienen un comportamiento defensivo del nido, y atacan a los intrusos sin piedad hasta que éstos se retiran. Socialmente la urraca de Formosa forma bandadas con sus familiares, compuestos mayoritariamente de los más jóvenes, y de esa manera defienden, alimentan y crían a los polluelos juntos.

### Amenazas
Las urracas azules de Taiwán pueden ser capturadas o atropelladas por humanos. También son cazadas por diferentes depredadores, como el azor moñudo, el pigargo oriental, el búho de Nepal o el águila de Gurney.

## Estatus
La Unión Internacional para la Conservación de la Naturaleza, en su lista roja de especies amenazadas, considera que la urraca no cumple los requisitos para ser establecida como especie vulnerable y que, por lo tanto, no se requieren de acciones especiales para su conservación. Por otro lado, el Comité de Agricultura del Yuan Legislativo clasifica a las urracas azules como animales de conservación de nivel 3 (el más bajo de los tres niveles existentes). Debido a esto, el Comité prohíbe cualquier violación de las leyes contra la captura, cría o caza de este ave. Con la creciente popularidad del ave (hasta su reconocimiento como animal oficial de Taipéi), ha sido cazada en grandes cantidades y está siendo desplazada por la Urraca piquiroja, llegando incluso a verse a ambas especies compartiendo el mismo nido.

## En la cultura
La urraca azul es un ave sagrada para la etnia aborigen Tsou. En la mitología de esta tribu, esta estuvo al borde de la extinción debido a la inundación hace mucho tiempo, y la urraca azul taiwanesa se sacrificó para traer de vuelta el fuego y salvarles. En 2007, la Asociación de Ecología Sostenible de Taiwán, la Asociación Internacional de Observación de Aves de Taiwán y el Gobierno promovieron una "Selección Nacional de Aves" en línea de manera no oficial durante cuatro meses, en el que  más de un millón de personas llegarían a votar. Entre las cuatro especies endémicas a votar, la urraca fue la que más votos obtuvo. En la ciudad de Taipéi, el pájaro oficial es la urraca azul.
En 2014, la selección de fútbol de China Taipéi y la selección femenina eligieron a la urraca como animal para formar parte de su escudo. A las jugadoras se les apoda como "las urracas azules". El logotipo de la Universidad de Taipéi también tiene presente a este ave. Ma Ying-jeou le regaló una urraca de porcelana al presidente de la República Popular China, Xi Jingping. En 2016, China Airlines pintó a uno de sus aviones Airbus A350 una urraca y lo nombraron  "Urraca Azul de Taiwán". La Asociación de Deportes Electrónicos de la República de China, desde 2018, cuenta con la urraca en su logotipo.

El nuevo modelo de caza de entrenamiento "T-5 Brave Eagle", originariamente se le iba a llamar como "Urraca azul", pero en 2018 el Ministerio Nacional de Defensa hizo un concurso para elegir un nombre para el avión, con un premio para el ganador de 30.000 dólares taiwaneses (alrededor de 900€). Pese a esto, el avión sigue contando con estampados del ave en la cola y mantiene sus característicos colores (blanco, azul, rojo y negro).

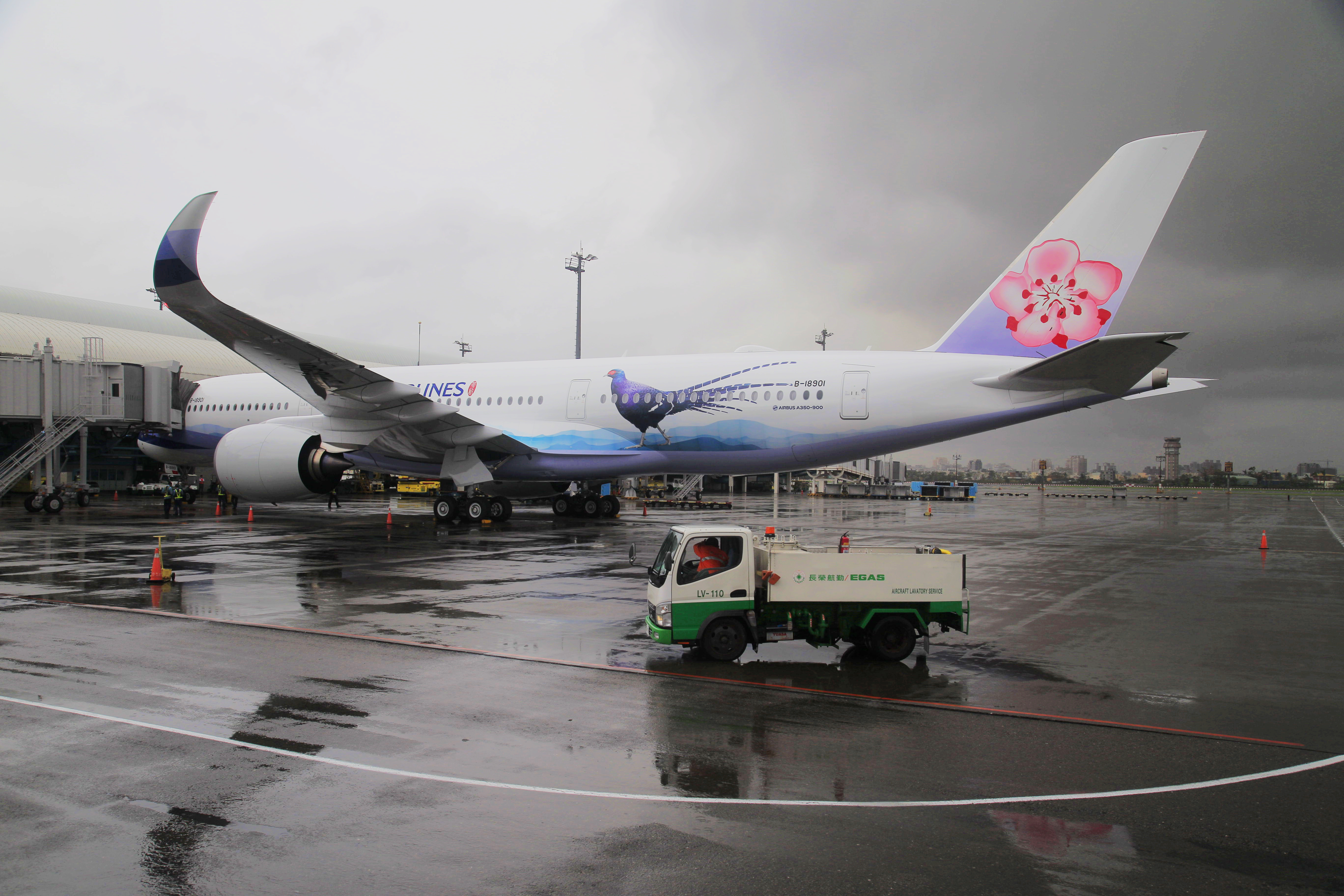
Airbus A350-941, con el ave pintado en el tronco del avión. Fue el avión nº 100 producido por esta empresa.
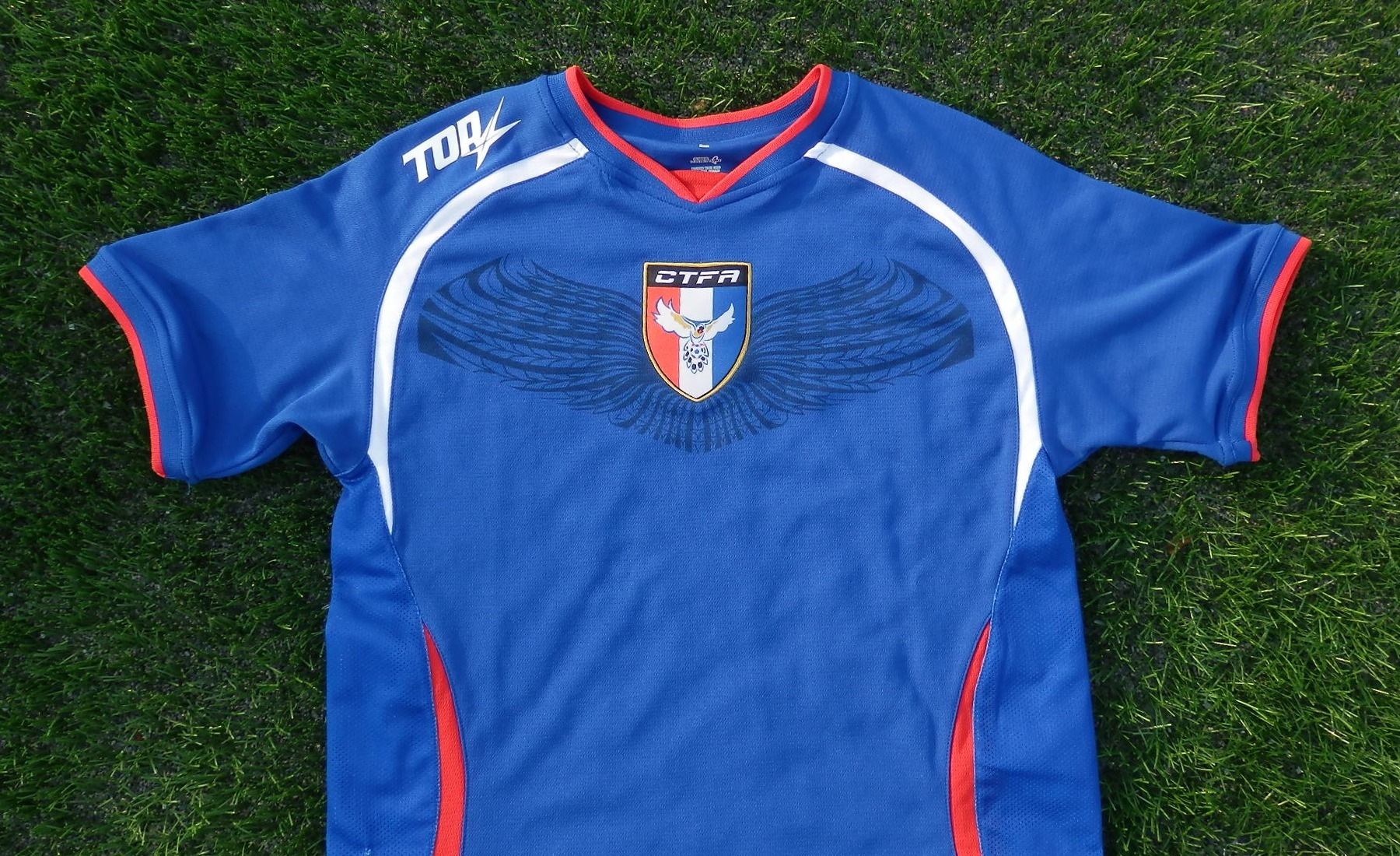
Equipación de la selección de China Taipéi en 2015.
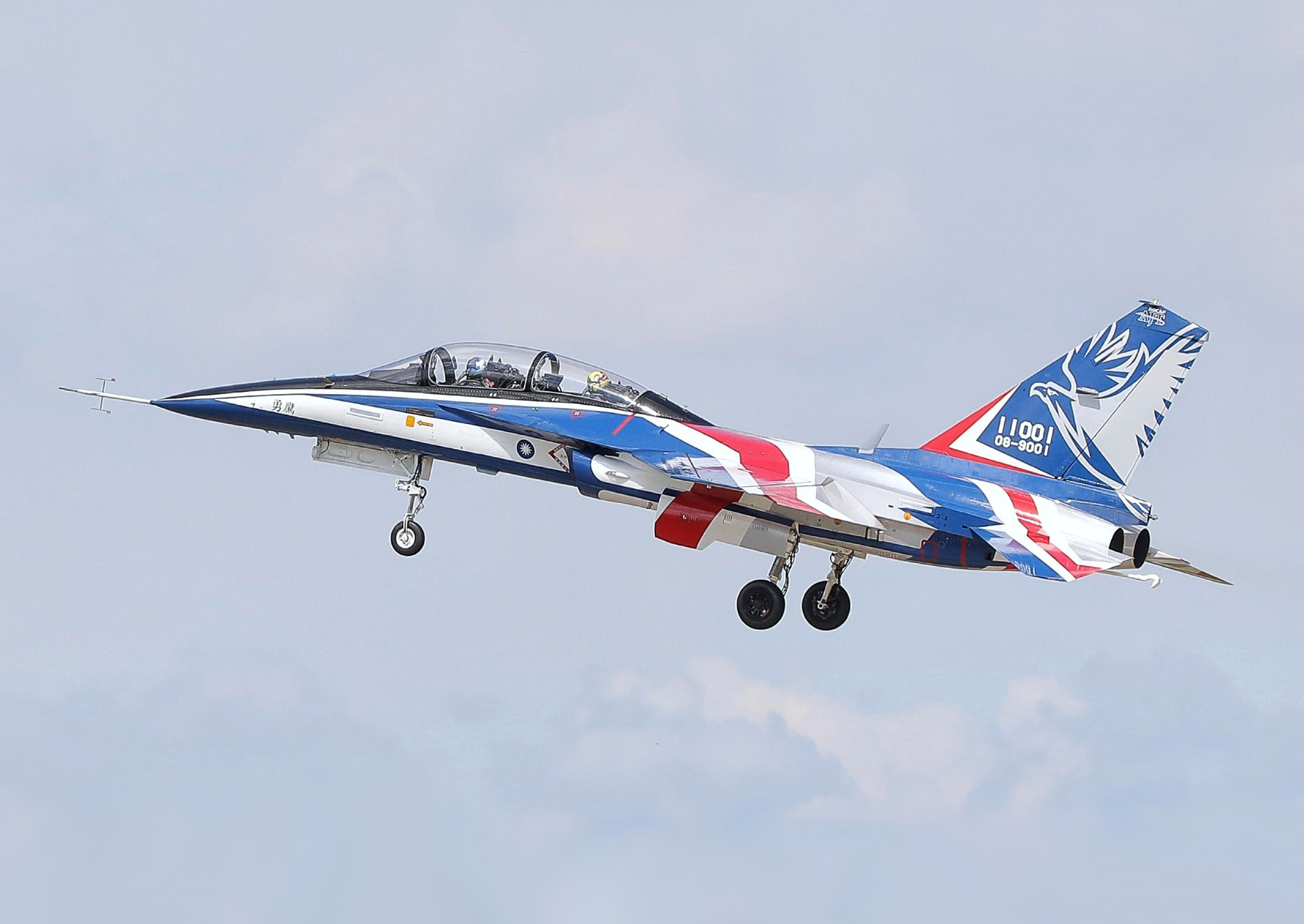
T-5 Brave Eagle despegando.